# Université du Hubei

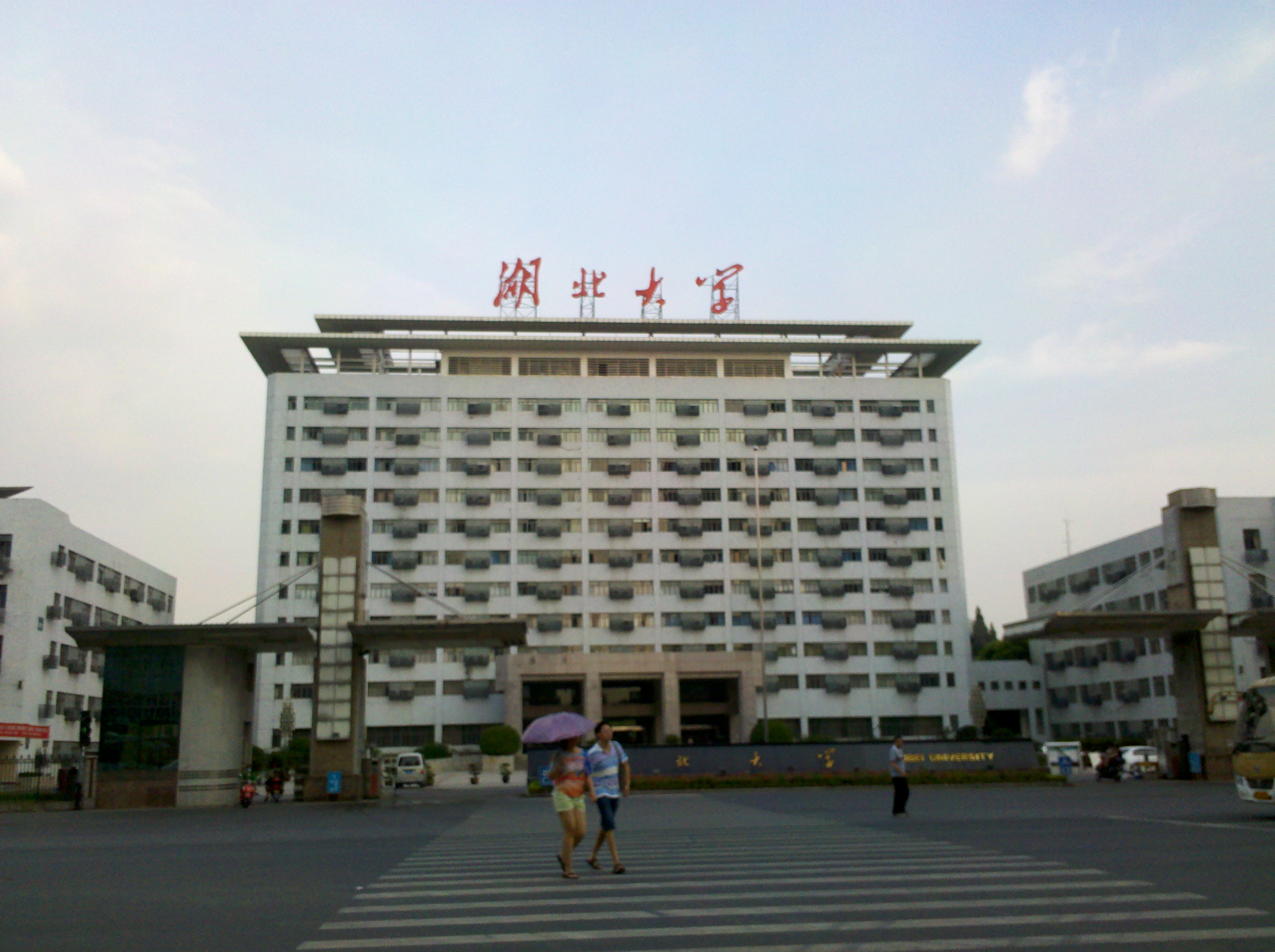
L'université de Hubei.

L’université du Hubei (chinois simplifié : 湖北大学 ; chinois traditionnel : 湖北大學 ; pinyin : Húběi Dàxué), familièrement connue en chinois comme « Huda » (湖大, Huda) est une université chinoise. Elle est située à Wuhan, capitale de la province de Hubei, connue sous le nom de « voie de communication menant à neuf provinces ». L'université a été fondée en 1931 avec M. Huang Jianzhong comme le premier directeur. 

## Historique
- 1931 - 1943 Collège provincial de l'Education de Hubei (湖北省立教育学院)
- 1944 - 1949 Collège Nationale Normale de Hubei (国立湖北师范学院)
- 1949 - 1952 Collège provincial de l'Education de Hubei (湖北省教育学院)
- 1952 - 1954 Collège provincial Normale de Hubei (湖北省教师进修学院)
- 1954 - 1957 École de formation des enseignants du Hubei (湖北师范专科学校)
- 1957 - 1958 École de formation des enseignants du Wuhan (武汉师范专科学校)
- 1958 - 1984 Collège normale de Wuhan (武汉师范学院)
- depuis  1984 Université de Hubei (湖北大学)